# Révész Imre (egyháztörténész)
Révész Imre (Pápa, 1889. június 30. – Budapest, 1967. február 27.) református lelkész, a Tiszántúli református egyházkerület püspöke 1938-tól 1949-ig, egyetemi tanár, egyház-, művelődés- és társadalomtörténész, az MTA tagja (Ievelező: 1935, rendes: 1946). Révész Imre egyházjogász (1826–1881) unokája, Révész Kálmán egyháztörténész fia.

## Élete
Teológiai és bölcsészeti tanulmányait Kolozsvárott végezte. 1916-ban bölcsészdoktorátust szerzett a kolozsvári egyetemen. 1912-től helyettes, 1914-től rendes tanár Kolozsváron. 1913-1920 között főmunkatársa, illetve társszerkesztője volt a kolozsvári Református Szemlének. 1920-ban a debreceni református egyházközség lelkészévé választották. 1920–1923 között szerkesztette a debreceni Hit és Élet című folyóiratot. 1930-tól tanár Debrecenben. 1935-től az MTA levelező tagja volt. 1938–1949 között püspöke volt a Tiszántúli Református Egyházkerületnek. Irányításával készült a magyarországi reformátusok új Énekeskönyve (1948). 1938-tól a Genfi Egyetem díszdoktora volt. 1944 végén aktívan részt vett az Ideiglenes Nemzetgyűlés megalakítását előkészítő munkálatokban. 1946-ban az MTA rendes tagjává választotta.

## Munkássága
Történetírói munkássága során a protestáns egyháztörténet, valamint a m. társadalom- és művelődéstörténet számos kérdésével foglalkozott. Főleg a magyarországi reformáció kibontakozását, az ellenreformációval és az uralkodói abszolutizmussal vívott küzdelmeit és a magyar protestantizmus belső ellentmondásait elemezte.

## Művei
- Dévai Bíró Mátyás tanításai (Kolozsvár, 1915)
- Bod Péter mint történetíró (Kolozsvár, 1916)
- A magyarországi protestantizmus történelme (Budapest, 1925, A Magyar Történettudomány Kézikönyve)
- Révész Imre (egyházjogász) élete, 1826–1881 (Debrecen, 1926)
- A reformáció (Budapest, 1932)
- Debrecen lelki válsága 1561–1571 (Budapest, 1936) REAL-EOD
- Méliusz és Kálvin: Viszonyuk a Stancaro elleni harcban, a szentháromságtani küzdelemben és némely másodrendű teológiai vitakérdésekben. Kolozsvár, 1936 (Erdélyi Tudományos Füzetek 84.)
- Magyar református egyháztörténet, I. 1520 tájáról 1608-ig (Debrecen, 1938)
- Társadalmi és politikai eszmék a magyar puritanizmusban (Budapest, 1948) REAL-EOD
- Lammenais és a magyarok (Budapest, 1954)
- A Függetlenségi Nyilatkozat viszontagságai (Budapest, 1955)
- Fejezetek a Bach-korszak egyházpolitikájáról (Budapest, 1957)
- Études historiques (Budapest, 1957)
- Sinai Miklós és kora. Adalék a XVIII. századvégi magyar társadalom történetéhez (Budapest, 1959)
- Bécs Debrecen ellen. Vázlatok Domokos Lajos (1728–1803) életéből és működéséből (Budapest, 1966)
- A magyar református egyháztörténet általános könyvészete – Bibliográfiai gyűjtemény Archiválva 2016. augusztus 17-i dátummal a Wayback Machine-ben, kézirat

## Díja
- Corvin-koszorú (1935)